# 浜口隆則
浜口 隆則（はまぐち たかのり、1968年7月7日 - ）は、日本の実業家、著述家。起業家・経営者向けに企業コンサルティングを行う 株式会社ビジネスバンク代表取締役社長。PE&HR株式会社社外取締役。早稲田大学商学部非常勤講師を務める。
起業家向けオフィス賃貸の「オープンオフィス」事業で、レンタルオフィスという新たな業界を生んだ。

## 経歴
横浜国立大学教育学部卒業、ニューヨーク州立大学経営学部卒業。
会計事務所、経営コンサルティング会社を経て、1997年2月7日に「日本の開業率を10%に引き上げます!」をミッションとする株式会社ビジネスバンクを長野県で創業。
1997年11月19日に長野県長野市西尾張部にてスタートした起業家向けオフィス賃貸の「オープンオフィス」事業は、レンタルオフィスという新たな業界を生んだ。
ベンチャーキャピタル会社「有限会社ビー・ビー・キャピタル」を2002年7月4日設立。
2005年11月11日小さな会社のブランド戦略を支援するコンサルティング会社「スターブランド株式会社」を設立。
2009年9月1日からスタートした社長向け勉強会「プレジデントアカデミー」は全国12地域に広がり、独自の経営観がオーナー社長から若い起業家まで延べ30000名以上に支持されている（2021年1月現在）。
2012年7月24日に株式会社ビジネスバンクから株式会社ビジネスバンクグループに分社（株式会社ビジネスバンクグループ設立）。2012年8月に自身の掲げるミッションへ更に近づくために「オープンオフィス」を日本リージャス株式会社（Regus Japan K.K.）に事業譲渡。2015年に18年間起業支援経験で培ったノウハウをもとにクラウド型経営システム「ALL-IN」を開発・販売開始。
2018年10月からは早稲田大学と共同で「起業インターン」を開始。
プライベートではテニスやトライアスロンなどにはげむ、スポーツを愛するアスリートである。本田直之らと経営者を中心としたトライアスロンチーム「Team Alapa」を2008年に立ち上げ。以降、アイアンマンレースやサハラマラソンに出場し完走。2013年11月人類史上初開催の南極トライアスロン大会に参加し、完走を果たす。

## 人物

### 経営観
処女作『戦わない経営』を出版するにあたって、独自の経営観を披露している。
「起業家を支援する会社を立ち上げて、仕事柄、たくさんの会社を見るうちに、多くの経営者は目的を間違えているんじゃないか、という思いが募ってきたんです。私自身も経営者として、最終ゴールをどこに置けばいいのかと、ずっと自問していました。そして次第に、会社が人の活動で成り立っている以上、人のためになっていなかったら、会社がどんなに成長して利益が出ても、意味がないと考えるようになりました。人の幸福が経営の最終目的であり、利益はそれを実現する手段にすぎないと。では、幸福追求型の経営はどうすれば実践できるのか。その解が「戦わない」でした。」 と述べている。
また、『エレファントシンドローム』書籍出版にあたっては、
「人間は基本的には幸せを求めていると思います。不幸せを求めている人は少ないと思いますが、幸せになるのが怖いという人もいますので万人と言うと語弊があるかもしれませんが、人は皆幸せを求めているということは、経営という活動自体もそれに沿ったものでなければいけないと思います。だから、経営は「幸せ」を追求すべきだと考えています。」 と発言した。
さらには、「雪が降っても自分の責任」という考えを大切にしていると述べている。
2013年のインタビューで語った「雪が降っても自分の責任」へと思い至ったことについて、「長野は雪が多く、オフィスの入り口に前の晩の雪が積もると、お客様が中に入れないんです。オフィスの時間貸しもしていたのでお客様がいらしたときに中に入れるように、雪の日は朝早く出勤して、少なくとも1時間かけて入り口の雪かきをしなければなりませんでした。雪かきをしている時にいつも「これでまたお客さんが来ないかもな」と思っていたのですが、ふと「お客さんが来ないことを雪のせいにしている」と気付いたのです。雪を降らせないようにすることは自分にはできませんので、雪が降っても自分の責任だと考えてやってみようと思ったのです。私はスポーツをしていたので、うまくいかない理由を人のせいにすることはそれほどなかったと思いますが、どれだけやっても全然うまくいかなかったので、今考えると10％くらいは人のせいにしていたと思うのです。その頃は、創業して2年くらい経っていましたが、赤字続きでお金も全く足りていませんでした。100％どころか120％が自分の責任だと思うようにして、あと半年やってみて、それでも駄目なら事業をやめようと思っていました。そして「雪が降っても自分の責任」と覚悟してやり始めたら、不思議とうまくいき始めたのです。」 と述べている。

## 著書

### 単著
- 『戦わない経営』(2007年、かんき出版)　 ISBN 4761264330
- 『仕事は味方』(2007年、かんき出版)　  ISBN 4761264829
- 『「心の翼」の見つけ方』(2008年、フォレスト出版)　  ISBN 489451303X
- 『社長の仕事』(2011年、かんき出版)　 ISBN 4761267755
- 『エレファントシンドローム』(2012年、フォレスト出版)　 ISBN 4894518759
- 『起業の技術』（2013年、かんき出版）　 ISBN 476126960X
- 『起業したくなったら』(2015年、かんき出版)　 ISBN 4761270837
- 『仕事は君を幸せにする』(2023年、きずな出版)　 ISBN 4866632216

### 共編著
- 浜口隆則・村尾隆介『誰かに話したくなる小さな会社』かんき出版、2008年。　 ISBN 4761265477
- 浜口隆則・村尾隆介『My Credoマイクレド』かんき出版、2009年。 　ISBN 4761266287

### 海外出版
- 『「心の翼」の見つけ方』（台湾版）(木馬文化、2009年)
- 『戦わない経営』（台湾版）（聯經出版公司、2011年）
- 『仕事は味方』（台湾版）（聯經出版公司、2011年）
- 『起業の技術』（台湾版）（流行風 　2015年）
- 『起業したくなったら』（台湾版）(台灣東販　2016年）

## CD
- ~経済的な自由・行動の自由・社会的ストレスからの自由を手に入れたい人のために~自由で幸せな経営者が知っている「社長力」とは（2012年、起業家大学出版）　 ISBN 4863181132